# Richmond (Luisiana)
Richmond é uma vila localizada no estado americano de Luisiana, na Paróquia de Madison.

## Demografia
Segundo o censo americano de 2000, a sua população era de 499 habitantes.
Em 2006, foi estimada uma população de 419, um decréscimo de 80 (-16.0%).

## Geografia
De acordo com o United States Census Bureau tem uma área de
4,3 km², dos quais 4,3 km² cobertos por terra e 0,0 km² cobertos por água.

## Localidades na vizinhança
O diagrama seguinte representa as localidades num raio de 32 km ao redor de Richmond.